# Kudrjaschevia pojarkovae
Kudrjaschevia pojarkovae là một loài thực vật có hoa trong họ Hoa môi. Loài này được Ikonn. mô tả khoa học đầu tiên năm 1972.